# بيل إكس-1
بيل إكس-1 التسمية الأصلية بيل إكس إس-1 (بالإنجليزية: Bell X-1)‏ هي طائرة تجريبية نتاج مشروع بحثي مشترك بين اللجنة الاستشارية الوطنية للملاحة الجوية والقوات الجوية للجيش الأمريكي وسلاح الجو الأمريكي لإنتاج طائرة أسرع من الصوت، بنتها شركة بيل للطائرات أنتجت في 1946 بالولايات المتحدة. من صناعة بيل للطائرات. كانت تستخدم بشكل أساسي من قبل سلاح الجو الأمريكي. كان أول طيران لها في 19 يناير 1946.
تعتبر أول طائرة أسرع من الصوت، ووُضع التصور الأولي لها خلال عام 1944، وصممت وبنيت خلال عام 1945، وحققت سرعة ما يقرب من 1,000 ميلا في الساعة (1,600 كم / ساعة؛ 870 كيلو نيوتن) خلال عام 1948. وطائرة بيل (X-1A) المعدلة من تصميم إكس-1، تجاوزت سرعتها 1,600 كيلومتر في الساعة (2,600 كم / ساعة؛ 1,400 كيلو نيوتن) خلال عام 1954. وكانت إكس-1 وأول طائرة تتجاوز سرعة الصوت في مستوى الطيران وكانت أول طائرة سلسلة الطائرات المسماة طائرات إكس (X-planes)، وهي سلسلة من الطائرات الأمريكية الصاروخية التجريبية والمخصصة لاختبار التكنولوجيات الجديدة وغالبا ما تبقى في سرية تامة.

## المستخدمون
- سلاح الجو الأمريكي
- اللجنة الاستشارية الوطنية للملاحة الجوية